# Fernando Barrachina
Fernando Barrachina Plo (Granada, 24 febbraio 1947 – 4 gennaio 2016) è stato un calciatore spagnolo di ruolo difensore.

## Carriera

### Club
Iniziò a giocare nel Granada Club de Fútbol, squadra della sua città natale, con cui esordì nella Liga spagnola il 27 novembre 1966, allenato da Ignacio Eizaguirre.
Fu un giocatore del Valencia dal 1969 al 1977, vincendo la Primera División spagnola nella stagione 1970-1971.
Nel 1971 esordì in Coppa dei Campioni, contro l'Union Luxembourg.
Dal 1976 al 1979 giocò al Cadice. 

### Nazionale
Disputò una partita con la nazionale spagnola, il 15 ottobre 1969 all'Estadio Municipal di La Línea de la Concepción, contro la Finlandia (vittoria per 6-0)

## Palmarès

### Club

#### Competizioni nazionali
- Segunda División spagnola: 1

Granada: 1967-1968
- Primera División spagnola: 1

Valencia: 1970-1971